# Клима, Виктор
Виктор Клима (нем. Viktor Klima; род. 4 июня 1947, Швехат) — австрийский государственный и политический деятель.

## Ранняя карьера
Долгое время работал в государственной нефтяной компании OMV. Начал политическую карьеру в 1992 году, войдя в состав правительства Франца Враницкого в качестве министра транспорта и промышленности. В 1996 году занял пост министра финансов. После отставки Франца Враницкого в 1997 году возглавил СДПА и правительство страны.

## Канцлер Австрии
Виктор Клима продолжил политику «большой коалиции», сформировав кабинет из представителей двух крупнейших партий страны социал-демократической и консервативной Австрийской народной партии. Вице-канцлером в кабинете Климы стал лидер консерваторов Вольфганг Шюссель.
Под руководством Климы социал-демократы продолжили крен в сторону центра, и политика Климы во многом напоминала аналогичные шаги Тони Блэра в Лейбористской партии и Герхарда Шрёдера в СДПГ.
Правительство Климы активно проводило приватизацию государственного сектора экономики и предприняло ряд шагов по превращению «социально ориентированной» экономической политики в более либеральную. Именно с отказом от социально ориентированной политики связывается падение популярности социал-демократов у их традиционного рабочего электората, который перешел к популистам из Австрийской партии свободы Йорга Хайдера.
В итоге социал-демократы потерпели поражение на всеобщих выборах в октябре 1999 года. В результате Австрийская народная партия смогла поменять партнера по коалиции на Австрийскую партию свободы и сформировать консервативный кабинет, который возглавил Вольфганг Шюссель.

## Дальнейшая карьера
После поражения своей партии на выборах Клима оставил пост лидера партии, и перешел на работу в большой бизнес. Он занял важную должность в аргентинском отделении «Фольксвагена». Позже, в 2006 году, он занял пост директора по Южной Америке этого концерна.